# John Palmer (Kameramann)
John Palmer (* 7. Juni 1942 in London, Vereinigtes Königreich) ist ein britischer Kameramann.

## Leben und Wirken
Palmer begann seine filmische Laufbahn 1957 als Botenjunge bei den ABPC Studios in Elstree. 1959 begann seine berufliche Ausbildung in deren Kamera-Abteilung. 1962 wurde Palmer bei der Romanze „Flieg mit mir ins Glück“ Zweiter Kameraassistent, drei Jahre darauf rückte er zum Ersten Kameraassistent auf. Bis Palmer 1974 seit Stanley Donens Verfilmung des Kinderbuchklassikers Der kleine Prinz als einfacher Kameramann regelmäßig beschäftigt wurde, arbeitete er als Assistent zunächst eng mit den Chefkameraleuten Oswald Morris und Brian West zusammen. Später, von 1970 bis 1981, war Christopher Challis sein Lehrmeister. Als Chefkameramann betreute John Palmer lediglich vier Produktionen, darunter ein Video und einen Dokumentarfilm.
Wesentlich bedeutender sind hingegen die Filme, bei denen er in untergeordneter Funktion (einfacher Kameramann, Spezialaufnahmen und ähnliches) beteiligt gewesen war: Darunter befinden sich seit Beginn der 1980er Jahre die Verfilmungen zwei Agatha-Christie-Krimis, Tony Richardsons Romanadaption Hotel New Hampshire, die Hollywoodkomödie Spione wie wir, Nicolas Roegs Fantasyfilm Hexen hexen, die Hundegeschichte 101 Dalmatiner und deren Fortsetzung 102 Dalmatiner, der James-Bond-Thriller Die Welt ist nicht genug sowie der Liebes-Episodenfilm Tatsächlich… Liebe. Nach dem Zombiefilmspaß Shaun of the Dead, für den er zusätzliche Aufnahmen angefertigt hatte, und einem Fitnessvideo zog sich Palmer ins Privatleben zurück.

## Filmografie
als einfacher Kameramann oder Chefkameramann
- 1971: Addio! Manhattan (Ciao Manhattan) (auch Co-Regie und Drehbuch)
- 1974: Der kleine Prinz (The Little Prince)
- 1975: The Old Curiosity Shop
- 1976: Die unglaubliche Sarah (The Incredible Sarah)
- 1976: Die Tiefe (The Deep)
- 1977: Genesis: In Concert (Dokumentarfilm)
- 1977: White Rock (Dokumentarfilm)
- 1978: Der wilde Haufen von Navarone (Force 10 from Navarone)
- 1979: S.O.S. Titanic
- 1979: Death Ship
- 1980: Mord im Spiegel (The Mirror Crack’d)
- 1981: Das Böse unter der Sonne (Evil Under the Sun)
- 1982: Firefox
- 1982: Begierde (The Hunger)
- 1983: Superman III – Der stählerne Blitz (Superman III)
- 1984: Hotel New Hampshire
- 1985: Oz – Eine fantastische Welt (Return to Oz)
- 1985: Die Braut (The Bride)
- 1985: Spione wie wir (Spies Like Us)
- 1989: Hexen hexen (The Witches)
- 1991: Object of Beauty (The Object of Beauty)
- 1993: Black Beauty
- 1994: Mary Shelley’s Frankenstein
- 1995: Richard III.
- 1996: 101 Dalmatiner (101 Dalmatians)
- 1996: Wilde Kreaturen (	Fierce Creatures)
- 1999: James Bond 007 – Die Welt ist nicht genug (The World Is Not Enough)
- 1999: 102 Dalmatiner (102 Dalmatians)
- 2000: Corellis Mandoline (Captain Corelli’s Mandolin)
- 2002: Tatsächlich… Liebe (Love Actually)
- 2004: Shaun of the Dead
- 2004: The Dead Life
- 2005: Sweating in the Spirit (Fitnessvideo)